# Ellen Geßner
Ellen Geßner (* 1939; † 24. August 2008), Künstlername Elli Pirelli, war eine deutsche DJ. Sie legte im Kölner Funky Chicken Club, Apollo Club und in ihrer Klo-Disco im früheren Nachtclub Lulu auf.
Ihren Künstlernamen Elli Pirelli erhielt sie in den späten 1970er Jahren als Anspielung auf ihren sportlichen Fahrstil, den sie in Crash-Car-Rennen zeigte.  Ellen Geßner starb 2008 an den Folgen einer Operation.